# Algemene verkiezingen in Liberia (1855)

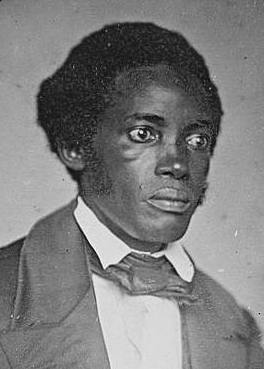
President Stephen Allen Benson.

De algemene verkiezingen in Liberia van 1855 werden op 5 mei van dat jaar gehouden gewonnen door Stephen Allen Benson van de Republican Party. Benson, tot dan toe vicepresident onder Joseph Jenkins Roberts, volgde die laatste daarmee op als president.
Op 4 januari 1856 vond de inauguratie van Benson plaats. Hij werd hiermee de tweede president van Liberia.
| Uitgebrachte stemmen |
| 1.120                |
| Bron: Abbasiattai    |